# CODIS

CODIS logotyp

CODIS (Combined DNA Index System) är en databas i USA som används av kriminaltekniker för att söka efter och jämföra DNA-profiler. Databasen har grundats och finansierats av FBI.